# Parischasia champenoisi
Parischasia champenoisi är en skalbaggsart som beskrevs av Tavakilian och Peñaherrera 2005. Parischasia champenoisi ingår i släktet Parischasia och familjen långhorningar. Inga underarter finns listade i Catalogue of Life.